# マイスモールランド
『マイスモールランド』（英題：My Small Land、クルド語：Welatê Min Ê Biçûk）は、2022年公開の日本・フランス共同制作ドラマ映画。監督・脚本は川和田恵真が努め、主演は嵐莉菜。彼女の実家族が劇中の家族役を務めている。作品は在日クルド人の難民問題をテーマに描いている。
物語は、幼い頃から日本で育った17歳のクルド人少女サーリャを主人公に、彼女が在留資格を失い、東京に住む日本人の少年・聡太との出会いを通して、自身のアイデンティティに葛藤しながら成長していく姿を描く。
本作は、第72回ベルリン国際映画祭ジェネレーション部門でプレミア上映され、同映画祭において、アムネスティ国際映画賞特別表彰（スペシャルメンション）を授与された。

## ストーリー
17歳の高校生サーリャ（嵐莉菜）は、幼少期に母を亡くし、父マズルム、妹アーリン、弟ロビンと共に日本の埼玉県で暮らすクルド人難民である。父は政治的迫害を逃れ、サーリャが5歳の頃に家族を日本に連れてきた。家庭ではクルド文化が根強く残る一方、サーリャは日本の高校に通い、日本人の友人とも交流しながら日本人らしい生活を送っている。将来は教師を目指し、大学進学を志望している。
進学資金を貯めるため、父に内緒でコンビニでアルバイトを始めたサーリャは、そこで同じ高校生の聡太（奥平大兼）と出会い、親しくなる。しかし、家族の難民申請が不認定となり状況は一変する。在留資格を失い、仮放免の身となったことで働くことができず、住民票もなく、県外への無許可の移動も制限され、健康保険にも加入できない状態が続く。その後、父は不法就労で逮捕され、入管に収容される。サーリャは弟妹の面倒を見ながら生活の困難に直面し、聡太の親族から交際を止められ、大学推薦も断られるなど、次第に追い詰められていく。
父は入管から出られずに帰国を決意するが、帰国すれば逮捕される身である一方、父が出国すれば子供たちには在留資格が認められる可能性があるという複雑な事情があった。物語は、サーリャがさまざまな困難に直面しながらも、自身の居場所や未来を模索する姿を描いている。

## 製作
本作は川和田恵真の商業映画デビュー作であり、彼女自身が脚本も手掛けた。企画は2015年頃、川和田監督がISISと戦う若いクルド女性兵士の写真に触発されて始動した。2017年に企画を立ち上げ、2年間にわたり在日クルド人への取材を重ねた。取材を通じて見た彼らの姿は、母親が日本人、父親がイギリス人という自身の多文化背景と重なる部分があり、監督自身の経験や葛藤とも深く結びついている。
本作がドキュメンタリーではなくフィクションとして制作された理由の一つは、取材中に「私たちを社会問題としてだけでなく、一人ひとりのライフスタイルや文化、個々の物語を持つ人間として見てほしい」と語られたことにある。川和田監督は「遠い問題を描くだけでなく、観客が共感し、自分ごととして受け入れられる物語を作りたかった」と脚本ノートに記している。学生時代の普遍的な経験を通じて、登場人物の感情に触れてほしいとの思いから、アイデンティティに葛藤する少女の物語が生まれた。主人公サーリャは、家族や故郷への思いと、自身が長年培ってきた社会の一員でありたいという思いの間で揺れ動く。
川和田監督は是枝裕和が設立した映像制作者集団「分福」のメンバーであり、同じく分福の西川美和もキャスティングに関わった。撮影はCOVID-19の影響で断続的に中断され、何度も延期されたが、取材で知った現実を伝えたいという強い意志と是枝監督の支援により完成した。
当初は取材で出会った在日クルド人をメインキャストに起用しようとしたが、難民申請中の彼らの立場を危うくする可能性があるため断念した。在留資格を持つ在日クルド人をサブキャストとして起用し、劇中の料理も彼らの協力によるものである。
主役サーリャ役は、日本・ドイツ・イラン・イラク・ロシアの5カ国にルーツを持つファッション誌「ViVi」専属モデルの嵐莉菜がオーディションで選ばれた。嵐は自身もアイデンティティに悩んだ経験があり、川和田監督との対話がキャスティングの決め手となった。サーリャの家族（父、妹、弟）役は嵐莉菜の実家族が演じている。
本作では日本語、クルド語、トルコ語が使用されている。サーリャはクルド語を話せず、トルコ語のみ話せる設定のため、嵐莉菜はトルコ語を学習した。
川和田監督は1991年千葉県生まれ。早稲田大学在学中に監督した『Circle』が東京学生映画祭でグランプリを受賞。2014年に是枝裕和率いる映像制作者集団「分福」に所属し、是枝監督の『三度目の殺人』や広瀬奈々子監督の『失われた名前』で監督助⼿を務め、西川美和監督の『すばらしき世界』ではメイキングを担当した。
本作は企画段階で、2018年の釜山国際映画祭内の映画企画支援イベント「ASIAN PROJECT MARKET（APM）」にて、アルテ国際賞（ARTE International Prize）を受賞した。

## キャスト
- チョーラク・サーリャ：嵐莉菜
- 崎山聡太：奥平大兼
- チョーラク・マズルム：アラシ・カーフィザデー
- チョーラク・アーリン：リリ・カーフィザデー
- チョーラク・ロビン：リオン・カーフィザデー
- 小向悠子：韓英恵
- 太田武：藤井隆
- 崎山のり子：池脇千鶴
- 山中誠：平泉成
- ロナヒ：サヘル・ローズ
- 原英夫：板橋駿谷
- 西森まなみ：新谷ゆづみ
- 野原詩織：さくら
- 吉田ウーロン太
- 池田良
- 田村健太郎
- 小倉一郎
- 岩井計子
- 石川雷蔵
- 瀧澤翼
- 是近敦之
- 遠藤かおる
- 原田くるみ
- 佐藤優捺羽
- ケマル・タクマズ
- アリ・チョーラク
- イベック・サグラム
- マムト・サグラム
- ベーカス

## スタッフ
- 監督・脚本：川和田恵真
- 製作：河野聡、小林栄太朗、澤田一、是枝裕和、依田巽、松本智
- エグゼクティブ・プロデューサー：濱田健二
- プロデューサー：森重宏美、伴瀬萌
- 企画プロデューサー：北原栄治
- 共同プロデューサー：藤並英樹、渋谷悠、アントワーヌ・モラン
- アソシエイト・プロデューサー：西川朝子、加倉井誠人、大古場栄一
- 音楽：ROTH BART BARON
- 撮影：四宮秀俊
- 照明：秋山恵二郎
- 音響：弥栄裕樹
- 美術：徐賢先
- 装飾：福岡淳太郎
- 衣装：馬場恭子、中村祐実
- ヘアメイク：那須野詞
- キャスティング：森万由美
- 助監督：森本晶一
- 編集：普嶋信一
- 制作担当：藤原恵美子
- カラリスト：アレクサンドラ・ポケ
- ダビング：グザヴィエ・トゥラン
- 主題歌：「New Morning」ROTH BART BARON
- 企画：分福
- 共同制作：NHK、FILM-IN-EVOLUTION
- 制作プロダクション：AOI Pro.
- 配給：バンダイナムコアーツ
- 製作：「マイスモールランド」製作委員会（バンダイナムコアーツ、ランカネット、AOI Pro.、分福、ギャガ、講談社）

## テレビドラマ版
映画公開前の2022年3月24日に、NHK BS1で国際共同制作ドラマ版が前後編で放送された。前編：夜20時～20時50分、後編21時～21時49分放送。
- 制作統括：藤並英樹
- 共同制作プロデューサー：澁谷悠
- プロデューサー：倉崎憲・伴瀬萌
- 作・演出：川和田恵真
- 国際共同制作：FILM-IN-EVOLUTION

## 小説版
川和田監督自身が映画を小説化し、2022年4月に講談社より刊行。
- 『マイスモールランド』講談社、2022年04月　ISBN 978-4-06-527617-4

## 受賞歴
- 第72回ベルリン国際映画祭ジェネレーション部門に正式招待
  - アムネスティ国際映画賞特別表彰（スペシャルメンション）
- 第27回釜山国際映画祭Special Program in Focus部門に選出[33]
- 2022年度新藤兼人賞 銀賞（川和田恵真）
- 第45回山路ふみ子映画賞 新人女優賞（嵐莉菜）
- 第47回報知映画賞 新人賞（嵐莉菜）
- 第77回毎日映画コンクール スポニチグランプリ新人賞（嵐莉菜）
- 第36回高崎映画祭 最優秀新人俳優賞（嵐莉菜）
- 第96回キネマ旬報ベスト・テン
  - 新人女優賞（嵐莉菜）
  - 読者選出日本映画ベスト・テン第10位
- おおさかシネマフェスティバル2023[34]
  - 新人女優賞（嵐莉菜）
  - 新人監督賞（川和田恵真）
- 第32回日本映画プロフェッショナル大賞
  - 新人監督賞（川和田恵真）[35]
  - 2022年ベストテン 第3位
- 第42回 ハワイ国際映画祭：Kau Ka Hōkū Award：Honorable Mention 新人監督賞（川和⽥恵真）
- 第27回 新藤兼人賞 銀賞（川和⽥恵真）
- 2023 シュトゥットガルト子ども映画祭 Best Film by the childrens jury
- 第31回 キネコ国際映画祭 国際審査員特別賞2024
- 2022年度 全国映連賞 監督賞（川和⽥恵真）